# 一条兼香
一条 兼香（いちじょう かねよし）は、江戸時代中期の公卿。従一位関白左大臣・太政大臣。後円成寺と号する。

## 概要
鷹司房輔の末子として誕生。母は家女房。一条兼輝に男子がいなかったために、元禄14年（1701年）に養子として一条家に入った。蔵書家として知られた養父の影響で学問に励み、後に政敵となる近衛家熙からも「当世の才」として高く評価された。また、養父ともども、垂加神道の理解者であり、同神道とつながりが深い下御霊神社を保護している。元禄15年（1701年）10歳で元服すると、3年後に従三位権中納言に任ぜられて公卿に加わる。宝永2年（1705年）に養父が薨去し14歳（数え歳）で一条家を継いだ。当時、近衛基熙・家熙父子が江戸幕府将軍徳川家宣の外戚である事を背景として 院政を行っていた霊元上皇と対立し、家熙の娘を中御門天皇の女御にするなど朝廷内で絶大な力を振るっていた。これに対して兼香は実兄の鷹司兼熙、父方の従兄弟である九条輔実・二条綱平兄弟（兄弟の父である九条兼晴は兼香の実父・鷹司房輔の弟）と結んでこれに対抗した。その後、享保7年（1722年）に内大臣に任じられる。
ところが、享保元年（1716年）に諸大夫の保田盛福が突然自害した事件をきっかけに、養子である兼香に対して一条家の家臣達が反抗的な態度を示すようになる（ただし、家礼を務めていた権大納言中山兼親は養父兼輝が当主の時代からそうした風潮があったと指摘している）。更に享保7年（1722年）には一条家の家臣が富籤に関与した疑いで摘発され、享保15年（1730年）には岡山藩（一条家の縁戚）の不正事件に一条家の家臣が関わっていたことが判明するなど、次々と問題が発覚した。これに対して、兼香は邸内に兼輝が定めた家法を掲示し、学問講義を行わせて家臣達の啓蒙を図るなどの引き締めを行っている。しかし、改善がみられなかったために、岡山藩の事件に関わった諸大夫の難波定規を遠慮処分として事実上家中から追放（後に息子の出仕を許す）して、更に新たな規定を設けるなど強い姿勢で対応している。身分秩序の維持を通じた公家社会の安定化という課題は、兼香の公私に共通する課題であった。
享保13年（1728年）、右大臣であった兼香は皇太子昭仁親王の東宮傅を兼務する。博識で有職故実や垂加神道にも精通していた兼香は、衰退した朝廷儀式の再興と組織改革の実現を志していた昭仁親王から厚い信任を得るようになる。この間の享保17年（1732年）に従一位に叙せられ、享保20年（1735年）には昭仁親王が桜町天皇として即位する。だが、この時期には新天皇の外戚である近衛家が発言力が強く、また天皇自身も若い頃は学問熱心とは言えなかったため、兼香はその日記に近衛家への反発や新天皇への不満をたびたび記している。一方、享保17年に没した霊元法皇は兼香にとっては忠節・追慕の対象であり、崩御後に下御霊社が霊元法皇に「天中柱皇神」の神号を授けられて合祀されると、兼香は度々同社で開かれる「天中柱皇神」の祭祀に自らも参加するようになる。
元文2年8月29日（1737年9月23日）、父である中御門上皇を失って親政を開始した桜町天皇は左大臣であった兼香を関白に任じた。関白となった兼香は東山天皇の時代に一度は復活しながらも財政不足から次の中御門天皇時代には開けなかった大嘗祭復活のための支援を江戸幕府に求めた。当時の将軍徳川吉宗も朝廷の伝統儀式の復活に賛同を示し、翌年元文3年（1738年）には桜町天皇の大嘗祭が開催される事になった。また、元文4年（1739年）には吉宗の依頼により、当時和歌に優れた4人の公家（中院通躬・烏丸光栄・三条西公福・冷泉為久）を推挙して吉宗に自作の和歌を提出させている。
この元文2・3年は兼香と桜町天皇にとっては重要な意義の持つ年であった。そもそも兼香の関白就任の直接の要因は、前任の二条吉忠の病死によるものであったが、この年には基熙・家熙と並んで3代にわたって朝廷で優位を保ってきた太政大臣近衛家久も病死、更に翌年には右大臣になったばかりの二条宗熙が父・吉忠の後を追うように病死した。この結果、摂関家（一条家・近衛家・二条家・九条家・鷹司家）の当主は、元文3年（1738年）から寛保3年（1743年）までの5年間に以下のような変動に見舞われることになった。
- 一条家
  - 当主：兼香（関白左大臣47歳→同52歳）
  - 嫡男：道香（左近衛大将17歳→右大臣22歳）
- 近衛家
  - 当主：内前（権大納言11歳→内大臣16歳）
- 二条家
  - 当主：宗基（従五位上12歳（翌年元服）→権大納言兼右近衛大将17歳）
- 九条家
  - 当主：稙基（権大納言兼右近衛大将14歳→内大臣19歳で薨去）⇒寛保3年尚実（稙基の叔父である僧堯厳が還俗・正五位下27歳（翌年元服））
- 鷹司家
  - 当主：基輝（権大納言12歳→内大臣17歳で薨去）⇒寛保3年輔平（閑院宮家より相続・無位無官8歳（2年後元服））

なお、二条宗基は九条稙基の弟、鷹司基輝は兼香の子、輔平は一旦兼香の養子となり、兄・基輝の相続という名目で鷹司家に入る。また、寛保3年（1743年）の内大臣は九条稙基（19歳・薨去）→鷹司基輝（17歳・薨去）→近衛内前（16歳）の順で任じられている。
この時期、一条家以外の各家では、幼い当主の擁立と死去が相次ぎ、摂関家としての役割を果たせる状況ではなかった。また、幕府の朝廷統制政策により清華家以下の諸家は政治の最高意思決定の場から実質排除されていたため、兼香と嫡男の道香が左右大臣として政務を取り仕切らなければ、政務が進まないという事態に陥ったのである（なお、道香は元文4年（1739年）に兼香が一時中風によって静養を余儀なくされた際に内覧に任じられている）。逆にそれは桜町天皇と兼香の進める政策を阻む障害が存在しないという状況でもあった。
桜町天皇と兼香の二人は先の大嘗祭復活に続いて、元文5年（1740年）に新嘗祭復活、次いで延享元年（1744年）の甲子改元時における宇佐神宮・香椎宮への奉幣使復活など、廃絶していた朝廷行事の再興を実現する。またこれと並行して大嘗祭が復活した元文3年頃より、天皇と兼香は朝廷官制の見直しの準備を開始していた。この動きは延享3年12月15日（1747年1月25日）に兼香がこれまで内覧を務めてきた道香に関白職を譲って太政大臣に昇進し、半年後に桜町天皇が桃園天皇に譲位して院政を開始すると、早くも兼香の娘・富子の入内が決定（実施は兼香没後の宝暦5年（1755年）11月）され、官制改革の構想も徐々に進めていく事になる。
もっとも、桜町天皇と兼香の間が常に円滑ではなかったとする見方もある。特に摂家の地位を巡る問題では、摂家の大臣が独占していた勅問に清華家の大臣を加えるという桜町天皇の提案を拒んで反対に非大臣の摂家の当主を勅問の対象にすることを天皇に認めさせたことや摂家への養子を清華家以下の家格から出すことを認めるとする桜町天皇の意向を拒絶したことなど、度重なる急逝によって生じた摂家当主の不在に対する桜町天皇の対応策（結果的には摂家の力を削ぐことになる）とこれに反対して却って摂家の力を強化を実現させることになった兼香の対立の構図も指摘されている。
だが、寛延3年4月23日（1750年5月28日）桜町上皇が31歳で急死すると、兼香の長年の宮廷主導に対する風当たりが一気に強まった。その年の9月24日、故上皇と兼香による本格的な改革案「官位御定」が上皇の遺詔として桃園天皇の摂政である道香によって発表された。これは侍従と近衛府における定員の制限、成人前の天皇の猶子門跡の禁止、堂上家以下地下の諸大夫に至るまで官人の官位昇進に厳しい規定を課した。更にこれまで朝廷が手を付けてこなかった諸社の祠官の任官・門跡の諸大夫の官位・門跡寺院や両本願寺などの坊官の呼称を停止する事など形式的に流されがちであった公家官位の仕組みを根本的に改めるものであった。
この重大決定が他の摂関家や武家伝奏、更には江戸幕府にも知らせずに上皇と兼香によって決められていた事に内外は騒然とした。特に近衛内前（左大臣・23歳）・二条宗基（右大臣・24歳）・九条尚実（内大臣兼左近衛大将・34歳）の摂家三当主の憤慨は激しかった。13年にわたって続いた桜町天皇と兼香の宮廷主導が続いている間に幼少であった彼らも成長して朝廷政務への参画を勝ち取ろうと図ったのである。彼らは桜町天皇の女御であった二条舎子（青綺門院）や幕府を動かして圧力をかけた。
また、幕府との対立を危惧する武家伝奏（広橋兼胤・柳原光綱）も若い道香を説得した。その結果、12月27日に道香はその圧力に屈して「官位御定」の事実上の白紙撤回（「官位御定」そのものは認められたものの、最重要項目とされていた諸社の祠官の任官・門跡の諸大夫の官位・坊官の呼称の廃止が撤回されてしまった）に至ったのである。この決定に衝撃を受けた兼香は翌年には失意のうちに病に倒れた。太政大臣を辞した兼香には前代の功労者として准三宮が与えられるが、間もなく60歳で病没した。
兼香の日記として『兼香公記』及び同別記（文章集『求玉鈔』、官位改革の経緯を綴った『玉藻秘記』他）が残されている。

## 人物
水戸藩が刊行しようとした大日本史の「南北朝正閏論」に関して、朝廷に対し幕府将軍徳川吉宗から質問があり、これを博識の兼香が担当している。

## 家族・親族
- 正室：泰姫 - 浅野綱長娘
- 継室：智子 - 池田綱政養女、池田軌隆娘
- 側室：梅町（真観院）[8]
  - 長男：道香
  - 女子：顕子 - 徳川宗尹御簾中
  - 次男：鷹司基輝
  - 女子：郁子 - 徳川宗翰御簾中
- 側室：富田氏（栄秀院）[9]
  - 女子：恭礼門院 - 桃園天皇女御・後桃園天皇生母
- 家女房
  - 女子：重子 - 徳川宗将御簾中
  - 三男：良演 - 大僧都法印
  - 四男：醍醐兼純
- 養子
  - 鷹司輔平 - 直仁親王第四王子、鷹司基輝養子

## 系譜
一条家は、九条道家の子である一条実経を始祖とし、摂家の一つであった。

## 官位履歴一覧
- 元禄15年（1701年） 元服 正五位下 右近衛少将 左近衛中将
- 同16年（1702年） 従四位下 正四位下
- 宝永元年（1704年） 従三位 権中納言
- 同2年（1705年） 踏歌節会外弁
- 同3年（1706年） 正三位
- 同5年（1708年） 左近衛中将辞任 権大納言
- 同6年（1709年） 従二位
- 享保3年（1718年） 左近衛大将兼務
- 同4年（1719年） 正二位
- 同7年（1722年） 内大臣（任5月3日）
- 同8年（1723年） 内大臣辞任 同還任 （※）
- 同11年（1726年） 左近衛大将辞任 右大臣（任9月15日）
- 同13年（1728年） 東宮傅兼務
- 同17年（1732年） 従一位
- 同20年（1735年） 桜町天皇即位に伴い、東宮傅辞任
- 元文2年（1737年） 関白左大臣（関白任8月29日・左大臣任11月7日）
- 延享2年（1745年） 左大臣辞任（辞2月13日）
- 同3年（1746年） 太政大臣（任2月28日） 関白辞任（辞12月15日）
- 寛延4年（1751年/宝暦元年） 太政大臣辞任（辞7月29日） 准三宮 薨去

※2月1日から7日間、櫛笥隆賀・広幡豊忠の2人に内大臣職を譲る。両者が内大臣を務めた（同4日に櫛笥→広幡）後、8日付で内大臣還任。